# Google Brain
Google Brain war eine Deep-Learning-Abteilung (Feld von Maschinelles Lernen und Künstliche Intelligenz) von Google. Der Hauptsitz befand sich in Mountain View in Kalifornien; weitere Sitze waren in Cambridge (Massachusetts), London, Montreal, New York City, San Francisco, Toronto und Zürich. Das Team von Google Brain wurde im April 2023 mit der Schwesterfirma DeepMind zu Google DeepMind fusioniert.

## Geschichte
Das Projekt wurde 2011 als ein Teilzeit-Forschungsprojekt von den Google-Mitarbeitern Jeff Dean, Greg Corrado und dem Professor der Stanford University Andrew Ng gestartet. Größere Aufmerksamkeit erhielt das Projekt erstmals im Juni 2012, als ein Cluster aus 16.000 Computern erstmals eine Katze auf Basis von YouTube-Bildern erkannte.

## Aktionen und Forschung

### Gesundheits- und Todesvorhersage
Google Brain versucht mit der Hilfe von Deep Learning den Todeszeitpunkt von Patienten zu ermitteln. Hierfür wurden zunächst 216.221 Akten von Patienten, die mindestens 24 Stunden stationär behandelt wurden, von dem System untersucht. So wurden aus den Akten und den dazugehörigen Arztberichten etwa 46 Millionen Datenpunkte entnommen. Die Daten erhielt das Forschungsteam von den Krankenhäusern „University of California San Francisco Medical Center“ und „University of Chicago Medicine“. Dadurch kann die Software eine Sterblichkeitsprognose im Krankenhaus, eine mögliche Wiederaufnahme innerhalb von 30 Tagen oder auch eine verlängerte Aufenthaltsdauer voraussagen. Somit können Entscheidungen von Ärzten bereits deutlich früher getroffen werden. Zudem ist die Software durch das künstliche neuronale Netz lernfähig und schneidet bisher am besten von vergleichbaren Software-Lösungen ab.

### Computerbewertung der Qualität und Ästhetik von Medien-Dateien
Im Dezember 2017 stellte Google Brain das Neural Image Assessment (deutsch: neurale Bildbewertung) Google NIMA vor, welches in der Lage ist Bilder nach ihrer Ästhetik zu bewerten. Diese nutzt ein Deep Convolutional Neural Network und ist in der Lage eine subjektive Bewertung der Bilder abzugeben. Dabei ähnelte sie stark den von Menschen getroffenen Entscheidungen und ist bisher die umfangreichste und fortgeschrittenste Software in diesem Bereich. So kann sie den Menschen bei der Suche helfen und größere Medien-Daten bereits filtern.

### Robotik
2016 arbeitete Google Brain mit Google X zusammen, um an selbstlernenden Robotern zu forschen. 2017 stellte Google die drei Ziele für neues Lernen der Roboter auf. Diese sollen durch verstärkendes Lernen, durch ihre eigene Interaktion mit Objekten und durch menschliche Demonstration erreicht werden. Die Roboter sollen auch in der Lage sein, komplexere Aufgaben als Industrieroboter zu lösen.

### Android und weitere bekannte Google-Software
Einige der erforschten und entwickelten Technologien werden bereits in Google-Produkten und dem Android-Betriebssystem verwendet. Dazu zählen beispielsweise die Spracherkennung, die Fotosuche auf Google+ und die Video-Empfehlungen bei YouTube.

### Sprachverarbeitung
Im September 2016 wurde Google Übersetzer auf ein künstliches neurales Netz umgestellt, welches eine genauere und menschenähnlichere Übersetzung ermöglichen und das manuelle Eingeben der benötigten Wortdaten ersparen soll.
Im Februar 2018 stellten Forscher von Google Brain einen Algorithmus vor, der Informationen aus mehreren Texten sammeln und extrahieren können soll, um damit Lexikonartikel in natürlicher Sprache und enzyklopädischer Form, zum Beispiel für Wikipedia, verfassen zu können. Allerdings schränken die Entwickler des Algorithmus ein, dass die Qualität noch deutlich von menschlichen Autoren abweiche, der Algorithmus Probleme bei vielen Quellen habe und nicht in der Lage sei, zwischen vertrauenswürdigen und unglaubwürdigen Informationen zu unterscheiden.